# Хлынин, Иван Егорович
Ива́н Его́рович Хлы́нин (родился 21 июля 1921 года, с. Малые Алабухи 1-е, Тамбовская губерния (ныне — Грибановского района Воронежской области), РСФСР — умер 3 мая 1981 года, Ленинградская область, РСФСР) — старший воздушный стрелок 15-го гвардейского штурмового авиационного полка, гвардии старшина (на момент представления к награждению орденом Славы 1-й степени).

## Биография
Окончил 8 классов. С 1938 года жил в городе Москве. Работал штукатуром в строительном управлении.
В 1940 году был призван в Красную Армию. Служил в артиллерии. На фронте в Великую Отечественную войну с июня 1941 года. Воевал наводчиком орудия в пулемётно-артиллерийском дивизионе, в боях уничтожил несколько пулемётных точек. В 1943 году вступил в ВКП/КПСС, был направлен в военно-политическое училище. Но учёбу не закончил, после расформирования училища попал в школу воздушных стрелков, а затем на фронт.
С лета 1943 года воевал в составе 15-го гвардейского штурмового авиационного полка воздушным стрелком на самолёте-штурмовике Ил-2. В составе этого полка дошёл до Победы. С конца 1943 года летал с командиром эскадрильи старшим лейтенантом Ерёминым и с лейтенантом Юрием Чибисовым. В декабре, как опытный стрелок, был переведён в экипаж молодого лётчика Семёна Кунина.
5 марта — 4 апреля 1944 года гвардии старший сержант Хлынин участвовал в воздушных боях на подступах к городу Пскову. Совершил 23 успешных боевых вылета, в 7 воздушных боях отбил более 10 атак истребителей противника и лично сбил вражеский самолёт.
Приказом от 8 апреля 1944 года гвардии старший сержант Хлынин Иван Егорович награждён орденом Славы 3-й степени.
В начале июня 1944 года при возвращении с боевого вылета в районе города Выборга самолёт гвардии лейтенанта Кунина и гвардии старшины Хлынина был сбит огнём зенитной артиллерии. Лётчик погиб, а Хлынин через несколько дней раненый вышел к своим. После госпиталя вернулся в полк. С этого времени летал с лётчиком Николаем Полагушиным.
С 14 октября 1944 года по 17 февраля 1945 года в боях в Восточной Пруссии гвардии старшина Хлынин совершил 31 боевой вылет. Экипажем было выведено из строя 5 танков, 1 самолёт, 4 артиллерийские батареи, 12 автомашин.
Приказом от 19 марта 1945 года гвардии старшина Хлынин Иван Егорович награждён орденом Славы 2-й степени.
До конца войны старший воздушный стрелок гвардии старшина Хлынин произвёл ещё 42 боевых вылета на штурмовку объектов на территории Восточной Пруссии, в ходе которых экипажем было подбито 3 танка, до 20 автомашин, 4 орудия. Последний раз поднялся в небо 8 мая, разбрасывал листовки над позициями не сдавшихся противников.
После войны продолжил службу в армии. Стал офицером. В 1946 году уволен в запас в звании младшего лейтенанта.
Указом Президиума Верховного Совета СССР от 15 мая 1946 года за мужество, отвагу и героизм, , Хлынин Иван Егорович награждён орденом Славы 1-й степени. Стал полным кавалером ордена Славы.
Первое время жил в городе Пскове, на родине жены. Затем переехал в Ленинград. Некоторое время работал начальником отдела кадров стройтреста № 36, затем вернулся к довоенной специальности. Работал штукатуром, бригадиром отделочников строительного управления № 61 «Главзапстроя».
Скончался 3 мая 1981 года. Похоронен на братском кладбище лётчиков в деревне Агалатово Всеволожского района Ленинградской области.
Награждён орденами Отечественной войны 2-й степени, Славы 3-х степеней, медалями.